# Superliga Brasileira de Voleibol Masculino de 2008–09
A Superliga Masculina de Vôlei 2008/2009 foi um torneio realizado a partir de 29 de Outubro de 2008 até 19 de abril de 2009 por doze equipes representando cinco estados.

## Participantes
Álvares Vitória, Vitória/ES

 São Bernardo, São Bernardo do Campo/SP

 Bento Vôlei, Bento Gonçalves/RS

 Cruzeiro Vôlei, Betim/MG

 Cimed, Florianópolis/SC

 Minas, Belo Horizonte/MG

 Náutico, Araraquara/SP

 Santo André, Santo André/SP

 UCS, Caxias do Sul/RS

 Ulbra/Suzano, Suzano/SP

 Unisul, Joinville/SC

 Vôlei Futuro, Araçatuba/SP

## Regulamento

### Fórmula de Disputa
A Superliga Masculina de Vôlei foi disputada por 12 equipes em duas fases:
- Fase Classificatória: As 12 equipes foram divididos em 2 grupos ( Grupo A / Grupo B), onde disputaram 4 torneios. A classificação geral desta fase deve-se ao somatório total de pontos, indenpendente dos grupos, dos 4 torneios, incluindo a das partidas finais. Os dois piores colocados dessa fase não poderão disputar a próxima Superliga
  - 1º Torneio: Os clubes jogaram apenas dentro dos seus grupos os jogos de ida, todos contra todos. Quem somou mais pontos em cada chave disputou a Final do 1º Torneio, em apenas um jogo. A partida foi realizada no ginásio da equipe com o melhor índice técnico e serviu apenas para um maior somatório de pontos para a classificação geral.
  - 2º Torneio: Os clubes jogaram com os participantes do outro grupo os jogos de ida, todos contra todos. Quem somou mais pontos em cada chave disputou a Final do 2º Torneio, em apenas um jogo. A partida foi realizada no ginásio da equipe com o melhor índice técnico e serviu apenas para um maior somatório de pontos para a classificação geral.
  - 3º Torneio: Idêntico ao 2º, mas com os jogos de volta.
  - 4º Torneio: Idêntico ao 1º, mas com os jogos de volta.
- Playoffs: As oito equipes jogaram num sistema mata-mata, a vencedora desses foi declarada Campeã da Superliga Masculina de Vôlei 2008-09. Foi dividida em 3 partes:
  - Quartas de Final: Houve um cruzamento entre as 8 equipes com os melhores índices técnicos, seguindo a lógica: 1ª x 8ª (A); 2ª x 7ª(B); 3ª x 6ª(C) e 4ª x 5ª(D). Estas, jogaram partidas em melhor de 3 (jogos), sendo um mando de campo para cada e o jogo de desempate, se houver, no ginásio da equipe com o melhor índice técnico da Fase Classificatória.
  - Semifinais: Foi disputada pelas equipes que passaram das quartas de final, seguindo a lógica: Vencedora do jogo A x Vencedora do jogo D; Vencedora do jogo B x Vencedora do jogo C.  Estas, jogaram partidas em melhor de 3 (jogos), sendo um mando de campo para cada e o jogo de desempate, se houver, no ginásio da equipe com o melhor índice técnico da Fase Classificatória.
  - Final: Foi disputada entre as duas equipes vencedoras das Semifinais, em apenas uma partida, no Rio de Janeiro

Observação: Para definição do melhor índice técnico no decorrer dos torneios (Fase Classificatória), descartava-se o resultado contra a pior equipe do grupo.

### Critérios de Desempate
1º: Sets Average

2º: Pontos Average

3º: Confronto Direto (Se o empate foi entre duas equipes)

4º: Sorteio

### Pontuação
Vitória: 2 pontos

Derrota: 1 ponto

Não Comparecimento: 0 pontos

## Campeão
| Superliga Brasileira Masculina 2008-09 |
| -------------------------------------- |
| Cimed 3º Título                        |